# Los Tres Nefitas
Los Tres Nefitas (también conocidos como Los Tres Discípulos Nefitas) es el nombre que reciben tres personajes del Libro de Mormón descritos como discípulos de Cristo en el continente americano y que serían bendecidos para permanecer vivos en la tierra, dedicados al ministerio proselitista y a sus llamamientos apostólicos hasta la Segunda Venida. Según lo descrito, este pasó a la inmortalidad ocurrió mientras estaban vivos y se mantendrá hasta cuando sean arrebatados al cielo. Al igual que las creencias del Movimiento de los Santos de los Últimos Días sobre Juan el Apóstol, a los Tres Nefitas se les concedió la inmortalidad para llevar a cabo la obra de ministración cristiana entre las naciones de la Tierra. El relato del Libro de Mormón dice que ministraron a toda la gente de las tierras circundantes a su lugar de procedencia, y llevaron a muchos a la conversión religiosa por medio de la predicación y el bautismo.
En los tiempos modernos, los Tres Nefitas y las creencias que los rodean constituyen una parte importante del folclore mormón. Estas historias describen situaciones en las que los Tres Nefitas habrían aparecido y brindado ayuda de forma directa en epifanías a los devotos de la iglesia, y esas historias dan una idea de las pruebas contemporáneas de fe experimentadas especialmente por los miembros de La Iglesia de Jesucristo de los Santos de los Últimos Días (IJSUD).

## Origen
En la trama del Libro de Mormón, los Tres Nefitas fueron elegidos entre los doce discípulos de Cristo en el continente americano. De estos doce, nueve expresaron su deseo de entrar rápidamente en el reino de Dios una vez que se completaran sus misiones terrenales, y Cristo les concedió su deseo. Los tres restantes querían permanecer en la tierra trabajando por la causa de Cristo hasta su Segunda Venida, un deseo que les concedió al partir al cielo. Parte de su bendición describe que no sufrirían la muerte, y que en la Segunda Venida serían transformados de la mortalidad a su resurrección. Jesucristo les prometió que no experimentarían dolor ni tristeza durante su tiempo en la tierra, que la maldad no tendría poder sobre ellos, y que poseerían un conocimiento y una sabiduría superiores a los de una perspectiva humana mortal. Se hace referencia a los llamados Tres Nefitas solo como «discípulos», y es posible que uno o más de ellos fueran lamanitas por descendencia. Sin embargo, debe notarse que era una práctica estándar en el Libro de Mormón referirse a los lamanitas que se convirtieron a la fe como nefitas.
El profeta Mormón, que vivió unos cuatrocientos años después de los tres nefitas, identificó algunos grupos principales a los que ministrarían los tres nefitas y relató su encuentro con ellos. Primero trabajarían entre los fieles nefitas y lamanitas que permanecieron después de la aparición de Cristo en el continente americano. Luego ministrarían a los gentiles, los judíos, las tribus esparcidas de Israel y a todas las naciones, tribus, lenguas y pueblos. Similar a otras historias sobre misioneros y mártires, el texto dice que sufrieron una severa persecución por parte de aquellos que no creyeron. En los siglos que siguieron a la visita de Cristo a América, a medida que disminuía la fe entre los habitantes y aumentaba la persecución, los Tres Nefitas fueron «quitados» del pueblo por un tiempo. Los capítulos posteriores del Libro de Mormón indican que fueron colocados una vez más entre la gente para continuar su ministerio y obra. Mormón escribió que él mismo había recibido la visita de los Tres Nefitas y que le habían ministrado. Mormón también escribió que estarían entre los judíos y los gentiles, y judíos y gentiles no los reconocerían. Mormón declaró que tenía la intención de escribir los nombres de los Tres Nefitas, pero Dios se lo prohibió. Mormón también escribió que los Tres Nefitas fueron encarcelados, enterrados vivos, arrojados a un horno y a una guarida de bestias salvajes, pero salieron ilesos en cada una de estas ocasiones debido a los poderes que Cristo les había otorgado.

## En el mormonismo moderno
Orson Pratt, miembro del Quórum de los Doce Apóstoles de la iglesia, llamó la atención sobre el relato de los Tres Nefitas mientras hablaba en una conferencia en Salt Lake City en 1855, y aludió a la posibilidad de que los tres hombres pudieran estar todavía en el tierra:

Qué agradable, qué glorioso sería, si nos hubiéramos probado en todas las cosas; si hubiéramos llegado a ser puros de corazón... Sí; cuán placentero, cuán glorioso sería, si pudiéramos ver a esos tres viejos nefitas cuyas oraciones han ascendido, durante unos 1800 años, a favor de los hijos de los hombres en los últimos días, y hacer que regresen a su tierra natal, y encontrar el reino de Dios preparado y puro para recibirlos, y si pudiéramos escuchar sus enseñanzas y sus voces alzadas en medio de nosotros... 

Entonces, despertemos y tengamos la seguridad de que tan pronto como nos preparemos para estas bendiciones, tan pronto estarán sobre nuestras cabezas. ¿Crees que estos Tres Nefitas tienen algún conocimiento de lo que está sucediendo en esta tierra? Ellos lo saben todo; están llenos del espíritu de profecía. ¿Por qué no vienen entre nosotros? Porque no ha llegado el momento. ¿Por qué no alzan la voz en medio de nuestras congregaciones? Porque hay un trabajo que debemos hacer en preparación para su recepción, y cuando eso se logre, ellos cumplirán su trabajo, a quienquiera que deseen ministrar... pueden mostrarse a cualquier persona o personas que elijan. La misma razón por la que no vienen entre nosotros es porque tenemos un trabajo que hacer en preparación para su venida, y tan pronto como se logre, estarán disponibles; y también muchos otros buenos ancianos dignos que se regocijarían en nuestros corazones si pudiéramos contemplar sus rostros y escucharlos recitar sobre las escenas por las que han pasado y la historia de los eventos pasados, así como profetizar los eventos por venir. ¡Cuán grandes y preciosas son las promesas del Señor contenidas en una revelación antigua!

Después del discurso de Pratt, los miembros de la iglesia que tenían experiencias con mensajeros no identificados comenzaron a identificar a esos visitantes como uno, dos o los tres de los Tres Nefitas. Un estudio publicado en 1947 encontró que, de 75 apariciones registradas de los Tres Nefitas, solo 6 ocurrieron antes de 1855. Varios otros líderes de la Iglesia comenzaron a hacer mención de los nefitas en sus discursos y discursos, y la leyenda creció entre los miembros de los asentamientos.

## folclore
La historia que rodea a los Tres Nefitas comenzó a captar la atención del mundo exterior a fines del siglo XIX, cuando se mencionó en The Folk-Lorist, la revista de la Sociedad de Conocimientos Populares de Chicago (en inglés Chicago Folk-Lore Society), en un artículo escrito por el reverendo David Utter de Salt Lake City en 1892 sobre supersticiones mormonas. La historia del origen de los Tres Nefitas y sus avistamientos posteriores se mencionaron más tarde en varias revistas y publicaciones a lo largo del siglo XX. Al igual que con todas las historias folclóricas mormonas, la historia de los Tres Nefitas se difundió rápidamente por todo el mundo, dada la creciente presencia misional en todo el mundo.
Los folcloristas William A. Wilson, David Utter, Wayland Hand, Hector Lee, Austin E. y Alta S. Fife y Richard Dorson han estudiado el folclore de los Tres Nefitas. Se han encontrado muchas similitudes entre la historia de los Tres Nefitas y las del apóstol Juan y del Judío errante, así como de varias otras personalidades espirituales a quienes se les ha otorgado el don de nunca probar la muerte. El folclore y las creencias sobre los Tres Nefitas provienen de un folclore más amplio de toda la iglesia generado por la creencia en un Dios personal y amoroso que interviene activamente en la vida de las personas, a menudo por medio de otros.
Un tema común en el folclore mormón es cuando los espíritus regresan para ayudar a los vivos de alguna manera. El relato de los Tres Nefitas encaja en este tipo de relato, y no era raro que los primeros miembros de la iglesia compartieran sus propias experiencias, o las de otros, acerca de las apariciones de los Tres Nefitas. En estas historias modernas de avistamientos, uno o más de los Nefitas parecen ayudar a los necesitados antes de desaparecer milagrosamente. Los Tres Nefitas brindan una variedad de asistencias, desde proteger a los misioneros y a los niños que enfrentan peligros hasta tareas más domésticas como arar los campos o arreglar el horno de una viuda. En su disertación de 1947, Héctor Lee clasificó ciento cincuenta relatos de avistamientos de los Tres Nefitas de acuerdo con algunos motivos importantes, que se ocupan en gran medida del propósito de sus apariciones. Están las relacionadas con la comida (un motivo especialmente común en la época de los pioneros cuando la comida era escasa), la curación, la entrega de un mensaje divino o la provisión de elevación espiritual, la asistencia a los que participan en la obra misional y el rescate. Otro motivo común que menciona Lee es la velocidad a la que viajan, ya que se dice que recorren grandes distancias en muy poco tiempo, y la rapidez con la que pueden aparecer y desaparecer.
En su tesis de 1968, Merilynne Rich Smith escribió lo siguiente sobre la historia de los Tres Nefitas:

Además, [las historias] se han convertido en una especie de historia de la vida de los mormones. Durante tiempos de hambruna, las historias enfatizaron la necesidad de alimentos; en tiempos de peligro, revelaron los problemas que enfrentaban los Santos [de los Últimos Días]; y al mismo tiempo sirven de inspiración para quienes se enfrenten a problemas futuros de naturaleza similar. Ofrecen evidencia de la preocupación divina por los hombres aquí en la tierra. Proporcionan un testimonio para aquellos que son débiles en la fe. Proporcionan una forma de explicar las cosas que a veces son inexplicables.

El folclorista William A. Wilson recopiló historias de los Tres Nefitas y las organizó en tres categorías. En las historias de historia familiar o genealogía, uno de los Tres Nefitas guía a un investigador de historia familiar a la información que falta o lo alienta a hacer la obra del Templo y desaparece milagrosamente. En la categoría de historias de la obra misional, uno de los Tres Nefitas salva a una compañía misional del peligro o ayuda con su labor de proselitismo. En la categoría individual, uno de los Tres Nefitas salva a una persona del peligro espiritual o físico o de la desesperación. Las historias de los Tres Nefitas reflejan los entornos físicos y sociales cambiantes en los que los miembros de la IJSUD han superado sus pruebas de fe. Al igual que con otros tipos de folclore religioso, estas historias continúan brindando comprensión acerca de los miembros de la organización religiosa a la que pertenecen y de las creencias que los impulsan a actuar. Tienen una flexibilidad que les permite adaptarse a situaciones y circunstancias, lo que les ha permitido persistir a lo largo de los años. Se pueden utilizar y personalizar para probar cualquier número de puntos, sean religiosos o no.

## En la cultura popular

### Literatura
- The Giant of Washington Flatt de Juanita Brooks, en el que un niño hace creer a su vecindario que los Tres Nefitas los han visitado.[16]
- The Giant Joshua de Maurine Whipple, una novela popular que detalla la poligamia y la vida pionera en Dixie de Utah.[16]
- A House of Many Rooms de Rodello Hunter, que cuenta la historia de una familia mormona primitiva.[16]
- Sanctified, in the Flesh de Brian Evenson,[21] en el que una pareja mormona es detenida, robada y finalmente asesinada por tres hombres que creen erróneamente que son los Tres Nefitas.
- American Trinity de David G. Pace,[21] que interpreta la historia de los Tres Nefitas en los tiempos modernos, narrada por uno de los tres que se ha cansado de su vocación y que ha perdido la fe.
- Parables from the New World de Todd Robert Petersen.[21]
- Garden of Legion de David J. West.[21]
- The Last Nephite de Neal Chandler.[21]
- They Did Go Forth de Maurine Whipple,[21] que cuenta la historia de una mujer y su hijo enfermo que fueron visitados por uno de los Tres Nefitas, al mismo tiempo que su esposo en una misión de la IJSUD en Inglaterra.
- The Third Nephite de Levi Peterson,[21] la historia de un hombre al que uno de los Tres Nefitas insta a abandonar sus creencias fundamentalistas recién descubiertas.
- Wild Sage de Phyllis Barber,[21] en el que una madre que agoniza por su decisión de mantener el secreto de su hijo es visitada y consolada por los Tres Nefitas.
- Tennis Shoes Adventure Series de Chris Heimerdinger.[21]
- Christina de Angela Hallstrom,[21] una historia de ascendencia pionera que tiene lugar en el siglo XIX.
- La porción sellada - Testamento final de Jesucristo de Christoper Marc Nemelka. El autor afirma que el libro es una traducción del Libro perdido de Lehi, aunque esta afirmación ha sido refutada por eruditos de la IJSUD y Nemelka ha sido excomulgado de la iglesia.
- 666--The Mark of America Seat of The Beast y The Apostle John's New Testament Revelation Unfolded, ambos de Christopher Marc Nemelka.
- Human Reality--Who We Are and Why We Exist, atribuido a Christopher Marc Nemelka.
- Order of Nehor & the Brotherhood por S. J. Kootz.

### Historietas
- Madman de Mike Allred.[21]

### Películas
- Baptists at Our Barbecue: los tres nefitas son retratados como tres mecánicos con overoles blancos impecables en dos escenas (una escena solo se nota al escuchar el comentario del DVD).
- Jer3mías.[21]